# Love Comes Quickly
Love Comes Quickly är en låt av den brittiska duon Pet Shop Boys. Den släpptes som den tredje singeln från albumet Please 1986. 
Låten, som duon själva har omnämnt som en av sina favoritlåtar, nådde 19:e plats på engelska singellistan, vilket sågs som en besvikelse efter att den föregående singeln "West End Girls" blivit en stor internationell hit och toppat listorna i många länder.

## Låtförteckning
7" Parlophone / R 6116 (UK)
- A. "Love Comes Quickly" – 4:18
- B. "That's My Impression" – 4:45

12" Parlophone / 12 R 6116 (UK)
- A. "Love Comes Quickly" (Dance Mix) – 6:50
- B. "That's My Impression" (Disco Mix) – 5:18
  - Även utgiven som 10"-singel (10 R 6116)[2]

12" Capitol / V-19218 (US)
- A1. "Love Comes Quickly" (Shep Pettibone Mastermix) – 7:34
- A2. "Love Comes Quickly" (Dub Mix) – 6:55
- B1. "Love Comes Quickly" (Dance Mix) – 6:50
- B2. "That's My Impression" (Disco Mix) – 5:18